# Indri (halfaap)
De indri (Indri indri) is de grootste nog levende halfaap en komt enkel voor in het noordoosten van Madagaskar. De indri is de enige soort uit het monotypische en gelijknamige geslacht Indri. De wetenschappelijke naam van de soort werd voor het eerst geldig gepubliceerd door Johann Friedrich Gmelin in 1788.

## Kenmerken
De indri wordt 64 tot 72 centimeter lang en 6,5 tot 9,5 kilogram zwaar. Hij is de enige lemuur met een vrijwel onzichtbare staart, deze is slechts 4 tot 5 centimeter lang.
De dichtbehaarde lange vacht is heeft een zwart-witpatroon dat varieert per exemplaar, bij sommigen overheerst het zwart, bij anderen het wit. Meestal zijn de kop, schouders, ledematen en rug geheel of gedeeltelijk zwart. Aanvankelijk dachten onderzoekers dat de tekening van de indri afhankelijk was van het leefgebied en dus misschien sprake was van ondersoorten. Later ontdekten ze diverse patronen in hetzelfde leefgebied. Het gezicht is vrijwel onbehaard, zodat de zwarte huid te zien is. De indri heeft grote ogen en een korte snuit. De oren zijn duidelijker zichtbaar dan bij de verwante sifaka's en hebben lange haren.

## Leefwijze
De indri is een boombewonend dagdier. Meestal bevindt hij zich hoog in de bomen, zo 2 tot 40 meter van de grond. Hij beweegt zich naar andere bomen door een krachtige sprong te maken naar stammen en verticaal lopende takken. Op de grond maken ze zijwaartse sprongen, waarbij ze hun armen boven het hoofd houden. Indri's eten voornamelijk bladeren, maar ook vruchten, zaden en bloemen.
Indri's leven in familiegroepen van 2 tot 5 dieren, voornamelijk bestaande uit een paartje en hun jongen. Het vrouwtje is dominant over het mannetje: zij heeft voorrang bij het eten, slaapt apart van de mannetjes en leidt de groep bij verkenningstochten. Het mannetje verdedigt het territorium en bakent deze af. Vaak laten meerdere leden van een groep een melodieuze roep horen, die meer dan 2 kilometer ver te horen is en tot 240 seconden lang kan duren (roep van de indriⓘ). De zang bestaat uit een serie van schreeuwen en huilen. Waarschijnlijk dient deze roep, net als bij gibbons, om contact te houden met groepsleden en om andere groepen te wijzen op hun aanwezigheid.

## Voortplanting
Iedere twee à drie jaar krijgt een vrouwtje één enkel jong, na een draagtijd van 137 dagen. De eerste maanden wordt het jong op de buik gedragen, waarna het verhuist naar de rug, waar het blijft totdat het een maand of acht oud is. De zoogtijd duurt 180 dagen. De dieren zijn na zeven tot negen jaar volgroeid.

## Verspreiding
Indri's komen voor in het kust- en bergregenwoud van Noordoost-Madagaskar, tot op 1800 meter hoogte. Vroeger strekte zijn leefgebied zich verder naar het westen uit, maar door de houtkap zijn veel bossen waarin hij leefde verdwenen. Bovendien wordt er tegenwoordig nog steeds op het dier gejaagd. De indri is daarom op de Rode Lijst van de IUCN opgenomen als 'bedreigd'.

## Malagassische naamgeving
De Betsimisaraka zijn een Malagassisch volk en leven in het gebied van de indri. Zij noemen het dier babakoto, wat mogelijk Malagassisch is voor 'voorouder van de mens', maar ook 'vader van kleine jongen' kan betekenen. Volgens een legende verdwenen een man en zijn zoontje in het regenwoud. Hun stamgenoten zochten tevergeefs naar hen, totdat ze twee indri's hoog in de bomen zagen. Zij namen aan dat dit de gezochte vader en zoon waren, maar door een vloek veranderd waren in maki's. Zij gaven daarop de oudste indri de naam baba koto: 'vader van de kleine jongen'.